# Braunsbedra
Braunsbedra es un municipio situado en el distrito de Saale, en el estado federado de Sajonia-Anhalt (Alemania), a una altitud de 100 metros. Su población a finales de 2015 era de unos 11 100 habitantes y su densidad poblacional, 150 hab/km².
Se encuentra ubicado junto al distrito de Burgenland.

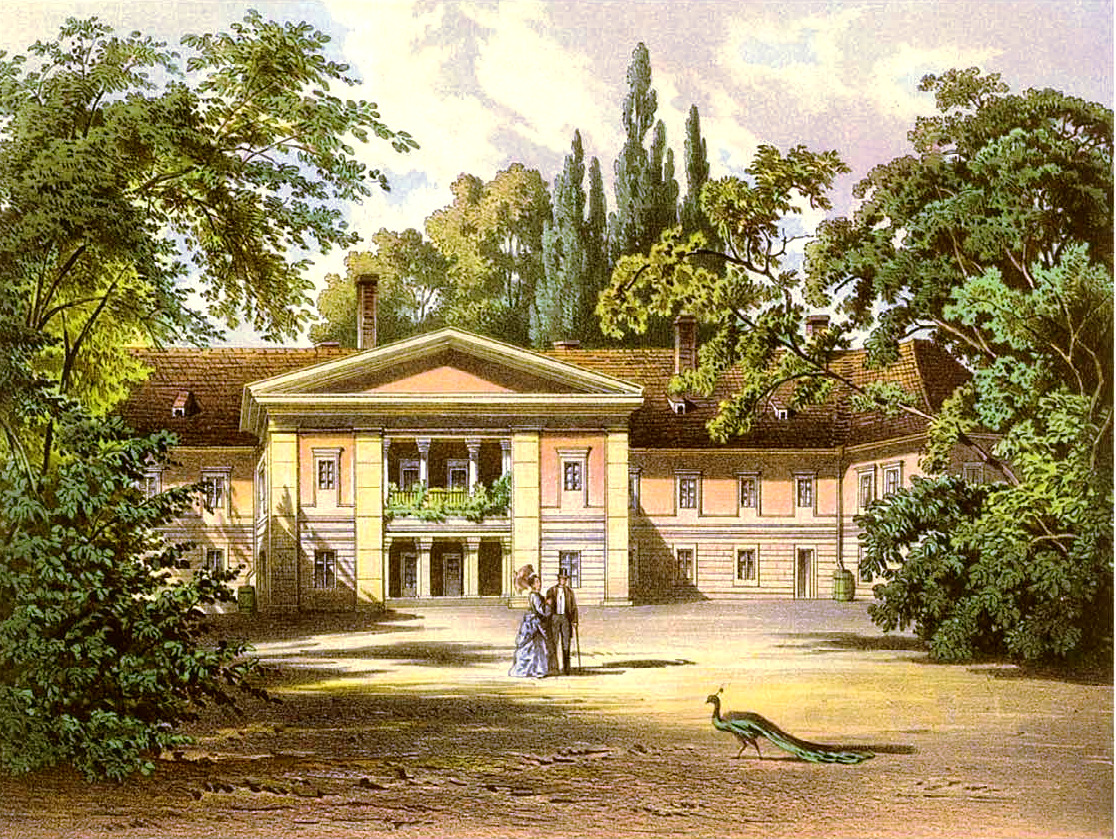
Palacio Bedra, en torno a 1860. Edición por Alexander Duncker.